# Horisme rivularis
Horisme rivularis är en fjärilsart som beskrevs av Butler 1879. Horisme rivularis ingår i släktet Horisme och familjen mätare. Inga underarter finns listade i Catalogue of Life.